# روساليا دي كاسترو
روساليا دي كاسترو (بالإسبانية: Rosalía de Castro) شاعرة وروائية إسبانية، وُلدت في سانتياغو دي كومبوستيلا في 24 فبراير 1837. كانت تكتب باللغة القشتالية مثلها مثل الغاليسية. تُعتبر كيانًا مميزًا في الساحة الأدبية في القرن التاسع عشر، وتمثل مع كل من إدواردو بوندال وكوروس إنريكيث الشخصيات الأكثر تعبيرية عن المرحلة الثقافية في تاريخ غاليسيا، والتي تطورت على مدار القرن التاسع عشر، ليس فقط لمساهماتها الأدبية ووقع قصائدها الغنائية الغاليسية على الجمهور واعتبارها بمثابة العمل الأول المميز والمعاصر المفهوم باللغة الغاليسية فحسب، ولكن لعملية التقديس التي خضعت لها إلى ان أصبحت في نهاية المطاف تجسيدًا ورمزًا واضحًا للشعب الغاليسي. إضافة إلى كونها ممهدة للشعر الإسباني الحديث جنبًا إلى جنب مع جوستابو أدولفو بيكر. ومن أشهر أعمالها يأتي على ضفاف نهر صار. وتُوفيت بمرض السرطان في بادرون في لا كورونيا، إسبانيا	15 يوليو 1885.

## وصلات خارجية
- روساليا دي كاسترو على موقع IMDb (الإنجليزية)
- روساليا دي كاسترو على موقع الموسوعة البريطانية (الإنجليزية)
- روساليا دي كاسترو على موقع ميوزك برينز (الإنجليزية)
- روساليا دي كاسترو على موقع ديسكوغز (الإنجليزية)